# 마루노우치 마이 플라자

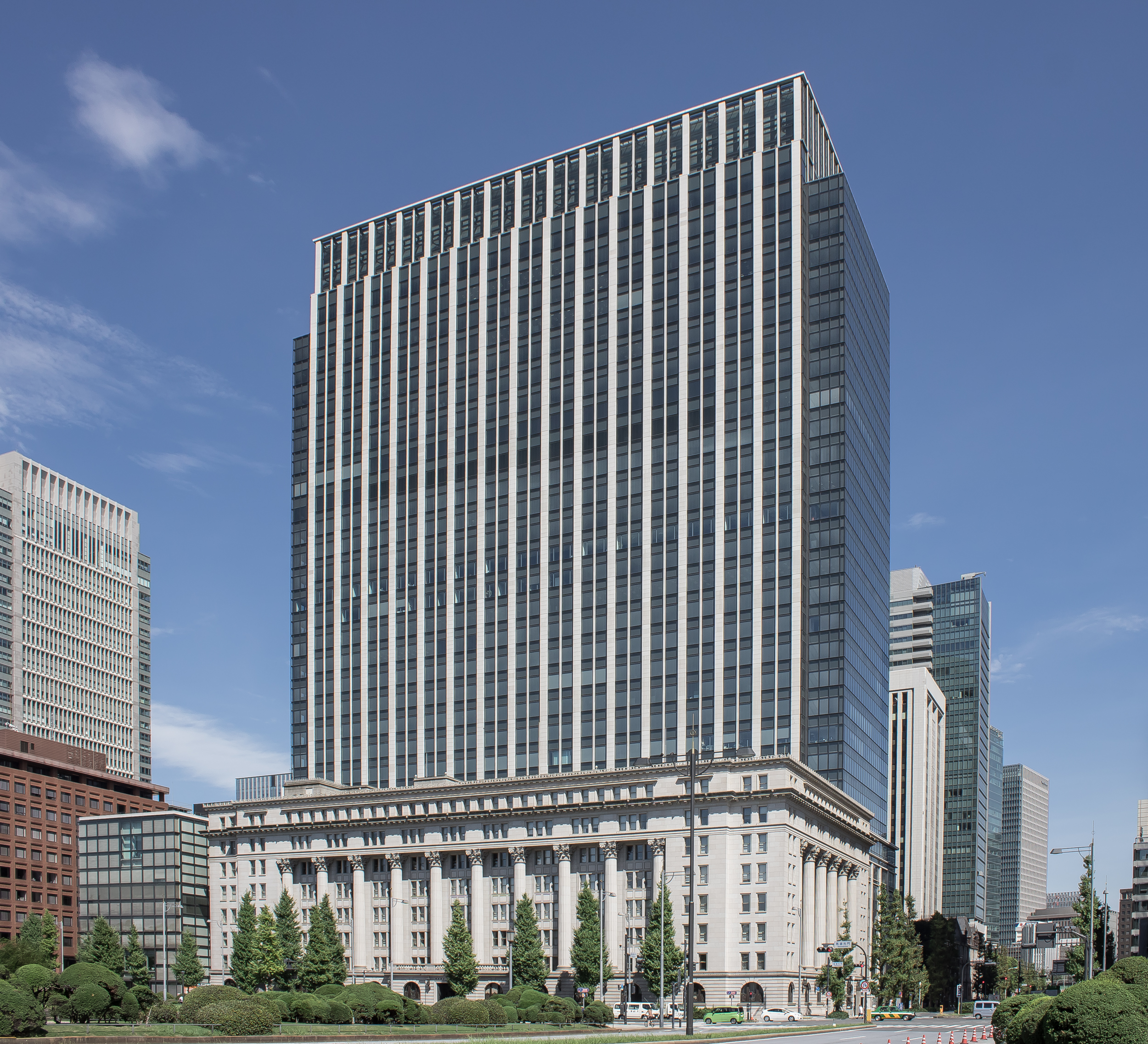

마루노우치 마이 플라자는 일본 도쿄도 지요다구 마루노우치에 있는 건물이다. 여러 브랜드가 입점해 있다.